# 陈久霖
陈久霖（曾用名：陈久霖，现改名为：陈九霖，1961年10月20日—），前中国航油（新加坡）股份有限公司执行董事兼总裁。

## 生平
1961年出生于湖北省黄冈市浠水县宝龙村。1981年10月，他辞去了村里信用社的铁饭碗，专心准备高考，并于1982年考入北京大学东方学系，学习越南语的同时，亦努力修习英语。此后，陈久霖又先后取得中国政法大学国际私法硕士学位、新加坡国立大学企业管理硕士学位和清华大学民商法学博士学位。
北大毕业之后，陈久霖进入国家民航管理局局长办公室，任翻译。后又出任中德合资的北京飞机维修工程有限公司的外国专家助理。1993年，他加盟中国航空油料集团公司，参加了建设香港新机场供油公司的谈判与组建工作；他还是华南蓝天航空油料有限公司、天津国际石油储运有限公司等特大型中外合资项目的项目经理和中方首席谈判代表。中国航油的前身——中国航空油料运输（新加坡）私人有限公司也是陈久霖亲自筹建的。
在他执掌期间，中国航油净资产由17.6万美元增至1.5亿美元，增幅852倍，市值超过11亿美元，是原始投资的5022倍左右，缔造了一个商业传奇，因此被称为“航油大王”。2004年，中国航油因澳大利亚籍交易员纪瑞德和英国籍交易员卡尔玛从事油品期权交易导致巨额亏损。陈久霖本人因此被迫离职，并遭到新加坡警方拘捕。2006年3月，新加坡初等法院做出判决，判处陈久霖入狱服刑四年零三个月，其判刑原因是股东售股拯救公司和公司没有向交易所呈报亏损。陈久霖在新加坡服刑1035天后，于2009年1月20日刑满出狱。

## 执掌中国航油（新加坡）股份有限公司
1997年亚洲金融危机期间，中国航油母公司委派陈久霖到新加坡接管在当地的子公司——中国航油（新加坡）股份有限公司，他先后担任总经理、董事总经理、执行董事兼总裁。中国航油成立于1993年，最初两年遭遇亏损，之后又休眠两年。陈久霖接手时国内投入的资金仅为21.9万美元。但在他接手之后，公司业绩迅速有起色，一举扭亏为盈，并通过批量采购、集中运输等方法很快垄断了中国进口航空油品市场的采购权、运输权。
陈久霖执掌中国航油期间，除了使公司经营业绩大有起色外，还策划和主导了一系列收购兼并活动，为中国能源企业在海外投资兼并起到了借鉴与指导作用。
2002年7月23日，在浦东机场刚刚启用不久，在其未来效益还处于未知数时，中国航油便以3.7亿人民币溢价收购上海浦东机场航油公司33%的股权，第二年便实现获利，到现在为止，平均年收益率为26.46%。该项股权收益至今仍是中国航油最主要的利润来源。2002年7月31日，中国航油以约1亿新元收购到西班牙CLH公司5%的股权。截止2007年1月24日出售该股权时，中国航油共获得现值约4亿新元的收益。
2001年，中国航油曾与新加坡石油公司（简称SPC）的最大股东——吉宝企业（Keppel）磋商收购SPC。但在当时，中国航油还不具备独立收购SPC的实力，故联系国内两家实力公司联合收购。而中国航油抛出的绣球并未打中意中人。后来，在中国航油“蛇吞象”——独家收购时，却遭遇到这些企业的干扰。据知情人吐露，若不是那种干扰，中国航油本来可能以每股1-1.35新加坡元的价格收购到77%以上的SPC股权。
其后，在2004年8月18日，中国航油宣布以每股4.12新元的价格，从印尼商人手中收购了8800万股SPC股份（相当于总发行股本的20.6%）。可是，当年11月24日，中国航油母公司在股东会上投了否决票，以致该项收购计划再次失败。中国航油还为此赔偿了印尼商人3000万美元。
若上述两次收购举动有一次成功的话，据当时公布的数据可推算出，中国航油所代表的国有资产至少可以节省19.56亿—101.24亿人民币。
在陈久霖的领导下，中国航油从一家纯粹的石油贸易企业转型为实业、工程与贸易相结合的多元化能源投资公司。2001年12月6日，中国航油成功在新加坡主板上市。到2004年9月，公司的净资产已经超过1.5亿美元，是陈久霖接手时的852倍，市值超过11亿美元，是原始投资的5022倍。中国航油也因出色的业绩而获得多项荣誉，包括被连续两次评为新加坡“最具透明度”的上市公司，公司发展过程被编为案例收入新加坡国立大学的MBA课程，同时也曾被中国共产党的机关刊物《求是》杂志作为正面案例探讨中国国有企业的发展方向。2003年，陈久霖被《世界经济论坛》评选为“亚洲新领袖”（即现在的“全球青年领袖”）。同年，陈久霖还荣膺“北京大学杰出校友”。

## 遭遇重大挫折
2003年起，陈久霖掌控的中国航油经董事会批准后开始从事石油衍生品期权交易，董事会指定澳大利亚籍资深交易员纪瑞德等三名交易员（以纪瑞德为主）为公司操作投机性期权交易。2003年上半年，纪瑞德通过期权交易为公司盈利。
但2003年第四季度，纪瑞德做出错误判断，在国际油价上升的趋势中，出售大量看涨期权。纪瑞德的错误操作，给中国航油带来了巨额亏损。面对巨亏，中国航油及其母公司——中国航油集团曾竭力试图力挽狂澜。2004年10月，中国航油集团决定把所持75%上市公司股份的15%折价配售给机构投资者，筹得1.11亿美金暗中用于补仓（这后来被外界普遍指责为母公司明知上市公司巨亏却隐瞒公众投资者并完成“内幕交易”，也是导致陈久霖后来入狱的最主要原因——他因此被判刑4年）。
然而，由于国际油价仍在不停攀升，亏损额不断扩大。自2004年10月26日起，中国航油集团指令中国航油在高位开始斩仓，当天斩仓价格为55.65美元，为当年最高价位。到11月底，国际油价降至46美元/桶。然而，这时全部期权仓位已经被斩仓完毕。
中国航油2004年卖出的石油期权平均价格为48美元/桶。实际上，期权协议规定的到期行权时间分散在2005年至2006年的12个月内，自2004年12月起，国际油价即开始一路下跌的过程，如果中国航油能坚持到2005年，则亏损额将大为减少，甚至可以盈利。但由于资金链断裂而导致的提前斩仓，造成了中国航油当期5.54亿美元的亏损。国际知名评级机构对此评价说：只需要5000万美元，中国航油就可以走出困境。
中国航油巨亏事件披露后引起了中国和新加坡舆论的高度重视。在新加坡，中国航油事件被认为是自1994年巴林银行破产案以来最为严重的一次金融事件，并且再度引发对于新加坡金融控管当局在监督方面是否有失职的争论。而在中国，该事件再度暴露出国有企业管理体制的问题。
2005年6月9日，陈久霖等五名中国航油公司的高官被正式提起控告，陈久霖面临包括未如实发布消息、涉嫌内幕交易等多项指控，最高将可处以94年监禁以及25万新元的罚款。几天之后，陈久霖在筹措到了200万新元（约合120万美元）的保释金后保外候审。2006年3月21日，新加坡初等法院对陈久霖做出判决，陈久霖必须服刑四年零三个月，同时遭罚款33.5万新加坡元。
《商界》杂志等媒体曾撰文认为陈久霖是一颗“弃卒”，即类似于象棋中“丢卒保车”的那个被遗弃的卒子。也有人认为，中国航油事件存在着许多不为人知的内幕。

## 复出担任央企副总，获著名法学家支持
2010年，陈久霖出任中国葛洲坝集团国际工程有限公司副总经理。
陈九霖重回央企工作之事，引起了社会各界的广泛关注。有人援引《公司法》和《企业国有资产法》的相关条文，对陈九霖重新担任央企高级管理职位的合法性提出质疑：《公司法》第147条第1款第2项规定，有因贪污、贿赂、侵占财产、挪用财产或者破坏社会主义市场经济秩序，被判处刑罚，执行期满未逾五年的自然人，不得担任公司的董事、监事、高级管理人员。此外，《企业国有资产法》第23条第1款亦规定，“履行出资人职责的机构任命或者建议任命的董事、监事、高级管理人员，应当具备下列条件：（一）有良好的品行；（二）有符合职位要求的专业知识和工作能力；（三）有能够正常履行职责的身体条件；（四）法律、行政法规规定的其他条件。” 
针对质疑，中国民商法学泰斗、博士生导师、清华大学法学院马俊驹教授在接受记者采访时，认为陈九霖复出根本不违法。马俊驹教授表示，判断陈九霖重新任职是否合法的关键在于，他在新加坡被处刑罚又在国内重新任职是否违反了上述规定？这就要看陈九霖在新加坡被处刑罚在大陆中国的法律效力。关于中国公民在国外被处刑罚在国内的法律效力，刑法并没有明确规定。根据主权原则，新加坡法院根据其国内法对于陈九霖在新加坡的行为所做的判决，并不必然在中国直接产生效力。如此看来，陈在新加坡的行为没有经过我国刑事诉讼程序认定为犯罪，自然不能认定为构成了我国刑法规定的犯罪。因此，陈九霖的复出任职并不存在法律障碍，并没有违反《公司法》和《企业国有资产法》的上述规定。因此，以新加坡法院所做出的判决为根据认定陈九霖在中国复出任职有法律上缺陷，是不能成立的。
还有些媒体提出疑问，造成国有资产特别重大损失的陈久霖应该终身不得担任国有公司的董事、监事、高级管理人员，为何又复出？其实，这些媒体并没有准确解读《企业国有资产法》第七十三条。《企业国有资产法》第七十三条规定：“国有独资企业、国有独资公司、国有资本控股公司的董事、监事、高级管理人员违反本法规定，造成国有资产重大损失，被免职的，自免职之日起五年内不得担任国有独资企业、国有独资公司、国有资本控股公司的董事、监事、高级管理人员；造成国有资产特别重大损失，或者因贪污、贿赂、侵占财产、挪用财产或者破坏社会主义市场经济秩序被判处刑罚的，终身不得担任国有独资企业、国有独资公司、国有资本控股公司的董事、监事、高级管理人员。”《公司法》第三条规定：“公司是企业法人，有独立的法人财产，享有独立法人财产权”。据此，虽然中国葛洲坝集团公司是央企，但其投入中国葛洲坝集团国际工程有限公司的资本的法律性质是企业资本而不是国有资本，因此陈久霖任职的中国葛洲坝集团国际工程有限公司不是国有资本控股公司，也不是国有独资企业和国有独资公司，故不适用《企业国有资产法》第七十三条的规定。